# ジェネラル・スローカム
ジェネラル・スローカム (General Slocum) は、アメリカ合衆国、ニューヨーク港を回っていた遊覧船。就航中に何度も座礁や衝突を起こしていたが、1904年6月15日にイースト川で火災を起こし、1031人が死亡した。

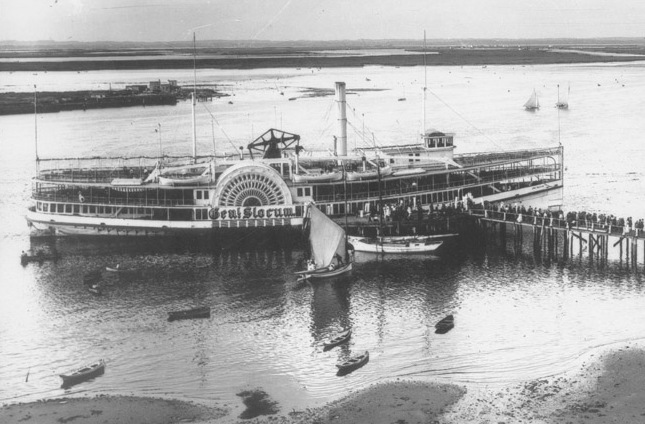
ジェネラル・スローカム

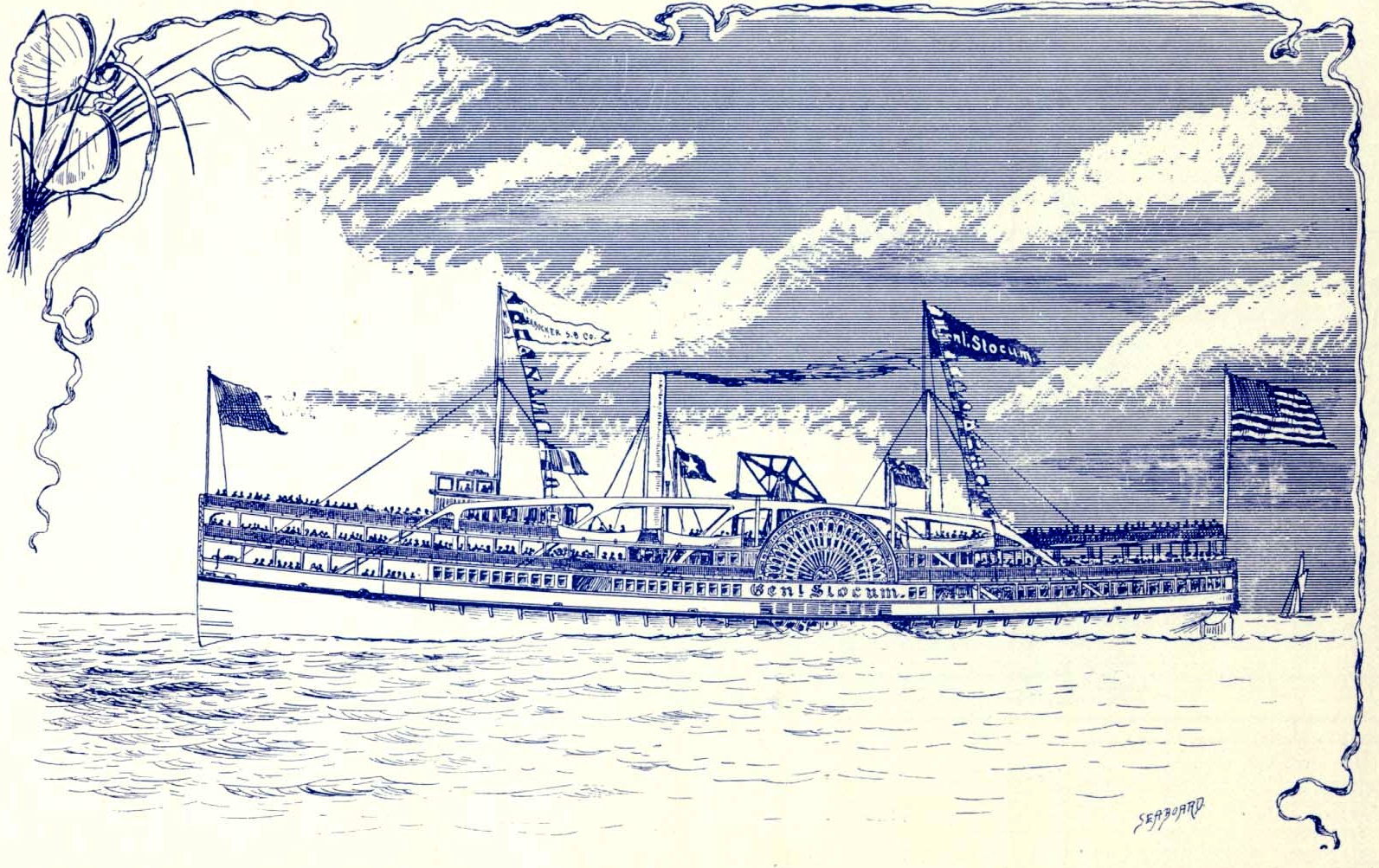
サムエル・W・スタントンが描いた「ジェネラル・スローカム」。

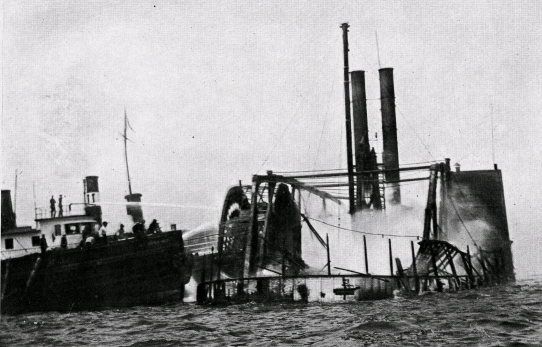
消防隊が船で「ジェネラル・スローカム」の消火作業に当たっているところ。

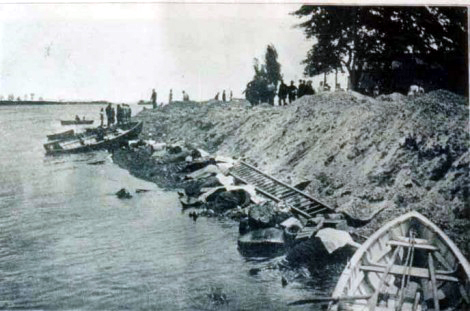
打ち上げられた犠牲者の遺体

## 船名の由来
船名は「スローカム将軍」の意味で、南北戦争で活躍したヘンリー・W・スローカムに因んだもの。

## 事故の経緯

### 事故に至るまで
ジェネラル・スローカムは1891年に建造された、両舷に外輪を付けた約1300トンの蒸気船であった。当時既に外輪船は、スクリュープロペラ船に取って代わられていたが、ジェネラル・スローカムは遊覧船であったため特に古風に艤装されたものである。ニューヨーク港からイースト川を巡る航路を回っていた。しかし救命ボートは硬く固定されて取り外す事はできず、乗務員の多くは船の上での作業に不慣れな港湾労働者であるなど、不慮の事故に対する備えは極めて不充分であった。

### 事故の状況
1904年6月15日水曜日、ジェネラル・スローカムは約1360人の乗客を乗せて出港した。航行中、船体中央部の物置部屋から出火した（原因は不明）。乗務員の消火活動はおざなりであったうえ、不注意にも窓と扉が開け放たれたため、火は風にあおられて燃え広がった。船はイースト川をさかのぼっていたので、その時点で川岸に接岸すれば人的被害は避けられたであろうし、付近を航行中の船も多く、また火災を知った消防隊も出動したにもかかわらず、ジェネラル・スローカムは無視して全速力で川を遡上した。沿岸には石油タンクがあり、まだ木造家屋も多かったニューヨーク市街に火が及ぶのを恐れた船長が、数キロメートル先の島に船を擱座（かくざ、座礁）させようと考えたためとされるが、これは完全な判断誤りであった。船が長時間前進したため火災は艫（とも、船尾部）に広がり、炎と煙に追われた多くの乗船客が川に飛び込んで溺死した。ようやく島に着いた際にも、砂浜に乗り上げずに誤って岩礁にぶつかり、多くの生存者は火と水に挟み撃ちされる結果となった。船の外輪は回転を続けたので、水に落ちた人々を巻き込んで負傷させた。何隻かの船が現場に急行してわずかな生存者を救助したが、死者は1031人にも及びアメリカ同時多発テロ事件発生以前では最悪の犠牲者数だった。
船長はこの件で懲役10年の実刑判決を受けたが、他の乗務員や船会社は何の処罰も受けなかった。
救命胴衣等はあったが、1891年に製造され、13年間、風雨にさらされ劣化してボロボロであった:118–119。

## その後
その後、ジェネラル・スローカムは喫水線以下の破損が少なかったため、はしけ「マリーランド」として修復され、運用されていたが1911年12月11日、沈没した。1994年クライブ・カッスラー達により、その沈没地点が特定された。